# زلزال هايتي 2021
زلزال هايتي 2021 هُو زلزال بقُوة 7.2 على مقياس ريختر ضرب هايتي يوم 14 أغسطس 2021، وبالضبط في توقيت 8:29:09 مساء حسب التوقيت المحلي. حُدد مركز الزلزال على عُمق 10-كيلومتر (6.2 ميل) بالقُرب من بلدية بوتي ترو دو نيب، والتي تقع على مسافة 150 كيلومتر (93 ميل) غرب العاصمة بورت أو برانس. بلغ عدد ضحايا الزلزال إلى حد الآن 2207 قتلى وأكثر من 12268 جريح و344 مفقودا، وهُو بذلك الزلزال الأعنف في سنة 2021، والأعنف على مُستوى العالم مُنذ زلزال سولاوسي 2018.